# هیلدرالدو بلینی

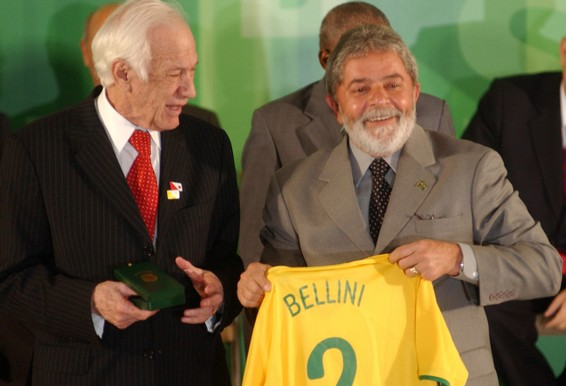
هیلدرالدو بلینی

هیلدرالدو لوئیس بلینی (به پرتغالی: Hilderaldo Luiz Bellini؛ زادهٔ ۷ ژوئن ۱۹۳۰ در ایتاپیرا، سائوپائولو، برزیل - درگذشته ۲۰ مارس ۲۰۱۴) یک بازیکن فوتبال تیم ملی فوتبال برزیل بود و اصلیت او ایتالیایی بود و یکی از مدافعان مرکزی برزیل بود.
او در جام‌های جهانی ۱۹۵۸، ۱۹۶۲ و ۱۹۶۶ فوتبال بود و در جام‌های جهانی ۱۹۵۸ و ۱۹۶۲ به قهرمانی این جام‌های جهانی نائل‌آمد.